# Avilly-Saint-Léonard
Avilly-Saint-Léonard est une commune française située dans le département de l'Oise en région Hauts-de-France.
Ses habitants sont appelés les Avillois.

## Géographie

### Description

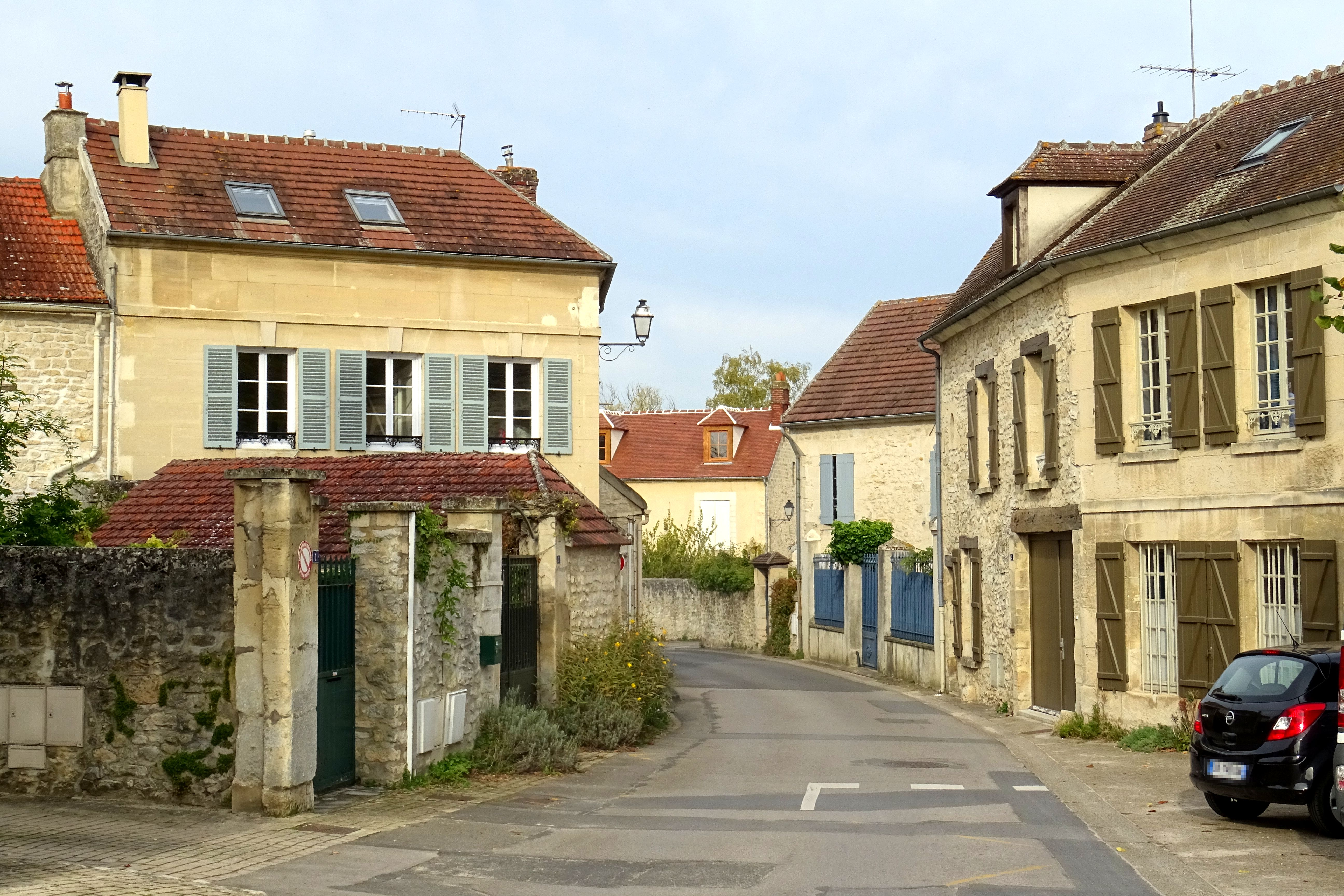
Ambiance du village : la rue du Fossé du Prince.

Avilly-Saint-Léonard se situe au sud du département de l'Oise, à une distance orthodromique de 40 km au nord-nord-est de Paris, à mi-chemin entre Chantilly et Senlis, au nord de la forêt de Chantilly et dans la vallée de la Nonette.
Une partie du parc du château de Chantilly incombe au territoire communal d'Avilly-Saint-Léonard. Hormis les deux villes moyennes de Chantilly et Senlis éloignées de 5 km environ par la route,
Les terres agricoles jusqu'à la lisière nord de la forêt de Chantilly ont toutes été converties en pâturages pour les chevaux de France Galop[réf. nécessaire], qui dispose de circuits d'entraînement sur la commune, dont notamment la « piste hippique d'Avilly » en réalité située au sud de Saint-Léonard. La forêt de Chantilly, propriété de l'Institut de France, occupe 734 ha soit 61 % du territoire communal et toute sa partie sud. Son relief est peu varié en ce secteur, et le point culminant de la commune, localisé au sein de la forêt, n'atteint que 63 m.

### Communes limitrophes
Avilly-Saint-Léonard est limitrophe de Pontarmé, village implanté à la lisière sud de la forêt de Chantilly, de Vineuil-Saint-Firmin et de Courteuil.
| Vineuil-Saint-Firmin | Courteuil            | Senlis   |
| Chantilly            | Avilly-Saint-Léonard |          |
|                      |                      | Pontarmé |

### Milieux naturels et biodiversité
Le patrimoine naturel et paysager d'Avilly-Saint-Léonard est protégé par deux ZNIEFF. La première, de type 1, « Massif forestier de Chantilly / Ermenonville » n° national 220014323 couvre sur la commune la forêt de Chantilly, sans le secteur clôturé et inaccessible au public « parc de Sylvie ». - Du fait que la continuité entre les massifs d'Halatte et de Chantilly, important pour l'échange de grands animaux, soit interrompue par l'espace clôturé du parc du château de Chantilly, une seconde ZNIEFF, de type 2, a été instaurée. Appelée « Sites d'échanges interforestiers Halatte / Chantilly », n° national 220014330, elle porte sur les zones non boisés entre Apremont et la lisière de la forêt de Chantilly.
La partie sud de la commune d'Avilly-Saint-Léonard, au sud de la voie communale no 1 reliant les deux villages, entre dans le site naturel classé « Domaine de Chantilly », créé par arrêté du 28 décembre 1960 sur la base de la loi du 2 mai 1930 relative à la protection des monuments naturels et des sites de caractère artistique, historique, scientifique, légendaire ou pittoresque. S'y superpose le site naturel inscrit de la vallée de la Nonette, créé antérieurement par arrêté du 6 février 1970. Ce site inscrit a préfiguré le Parc naturel régional Oise-Pays de France pour sa partie situé dans l'Oise, créé par décret du 13 janvier 2004 et incorporant l'ensemble de la commune d'Avilly-Saint-Léonard.
Dans la forêt de Chantilly, deux sentiers de grande randonnée traversent la commune : le GR 11 en provenance de Senlis et en direction de Chantilly, et, en tronc commun jusqu'au sud de Saint-Léonard, le GR 12 en direction de la gare d'Orry-la-Ville - Coye. Ce dernier ne peut être emprunté avant 13 h 00, car le secteur nord-ouest de la forêt de Chantilly est loué à France Galop pour l'entraînement des chevaux de course, qui peuvent atteindre une vitesse d'appoint de 65 km/h.

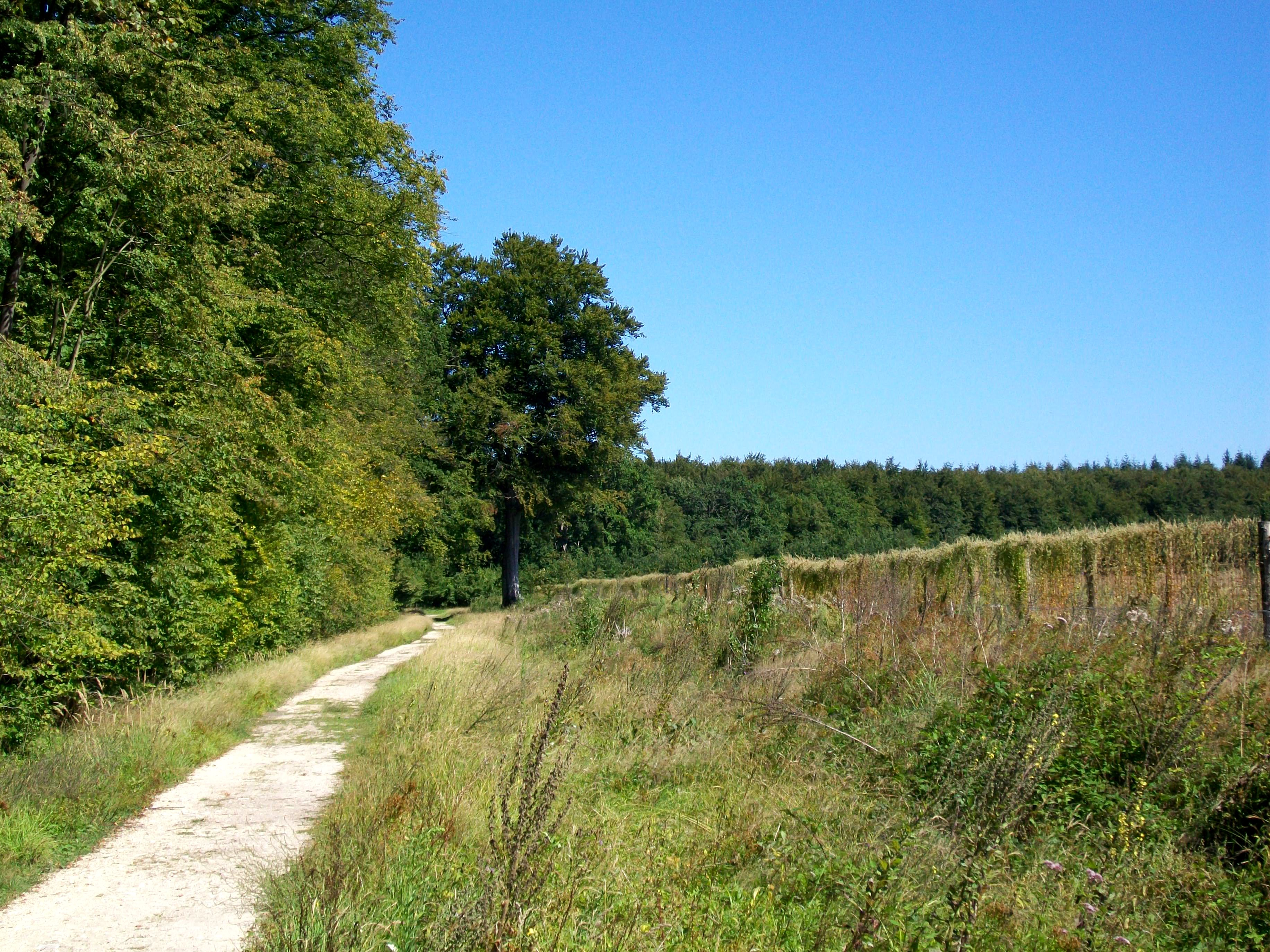
Le chemin des Vaches en forêt de Chantilly.
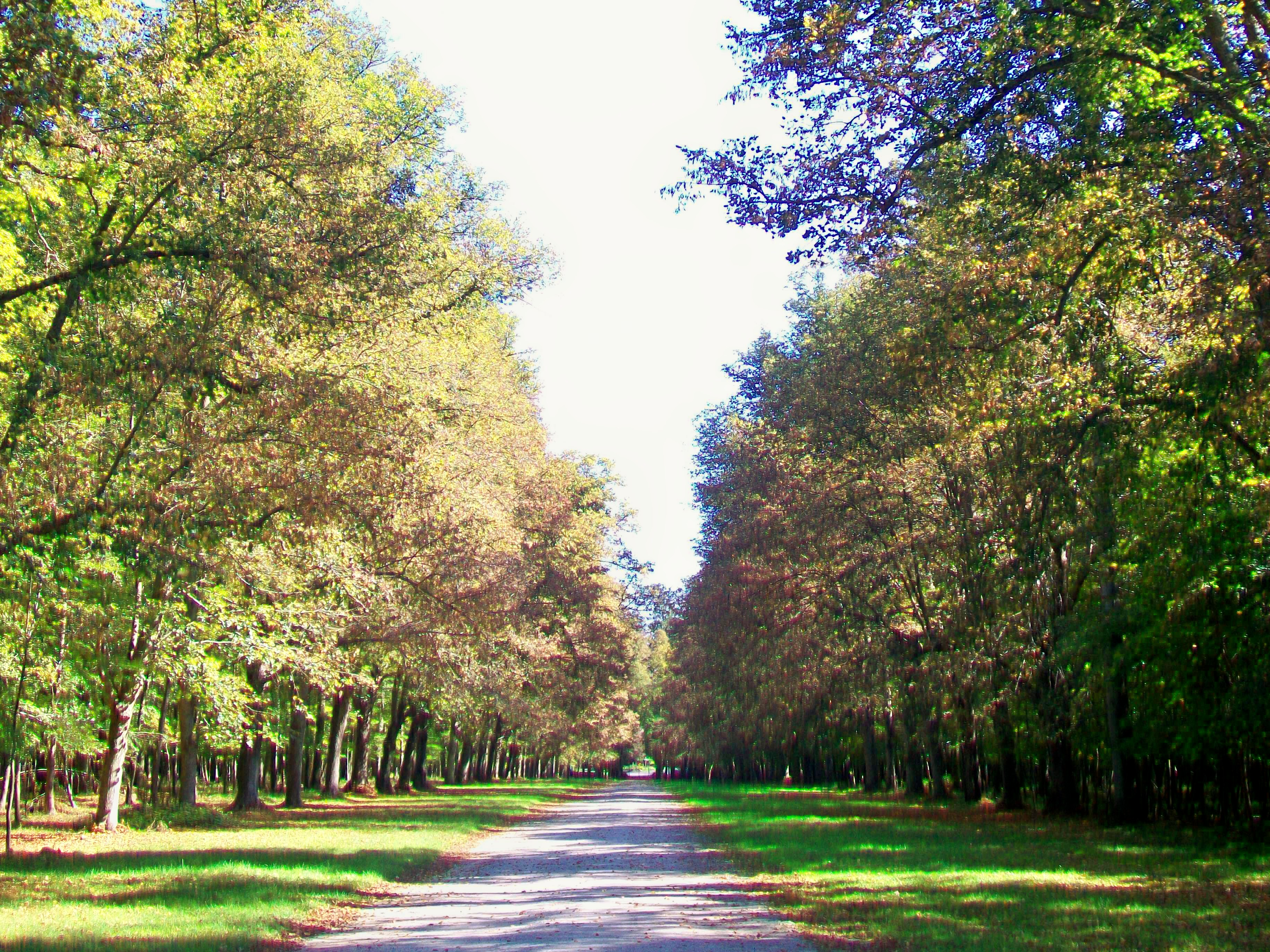
La route d'Avilly au parc de Chantilly.
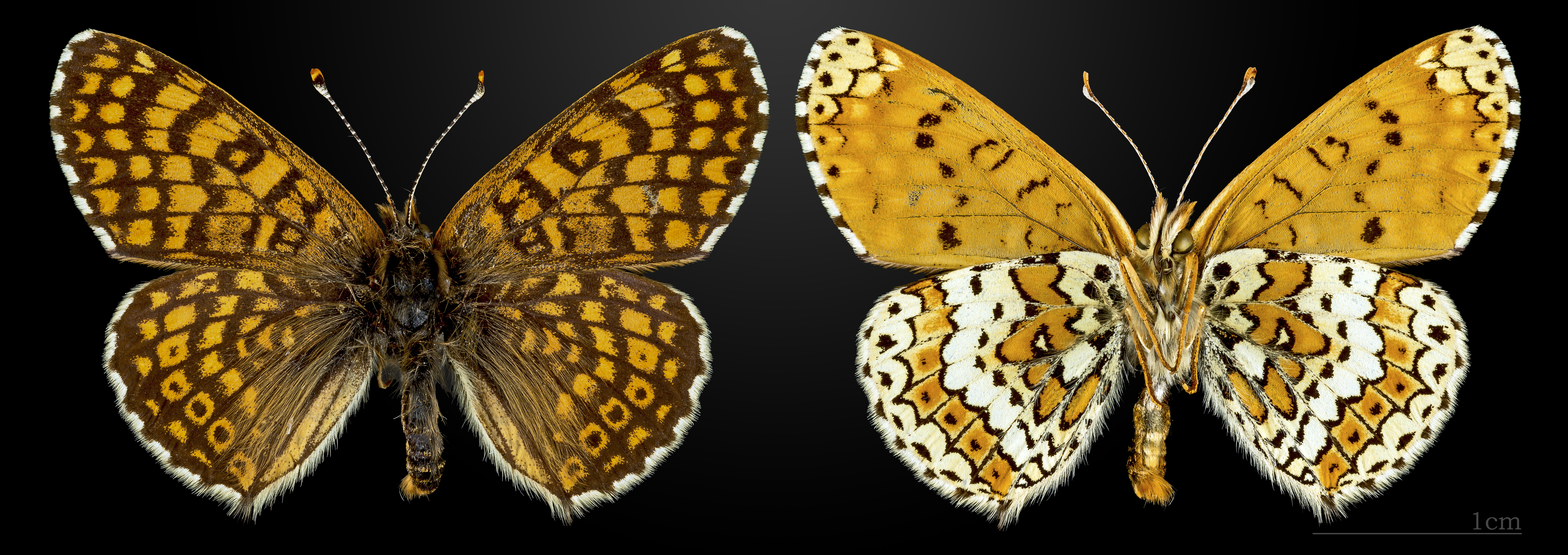
Les deux faces d'run papillon Melitaea cinxia capturé dans la commune
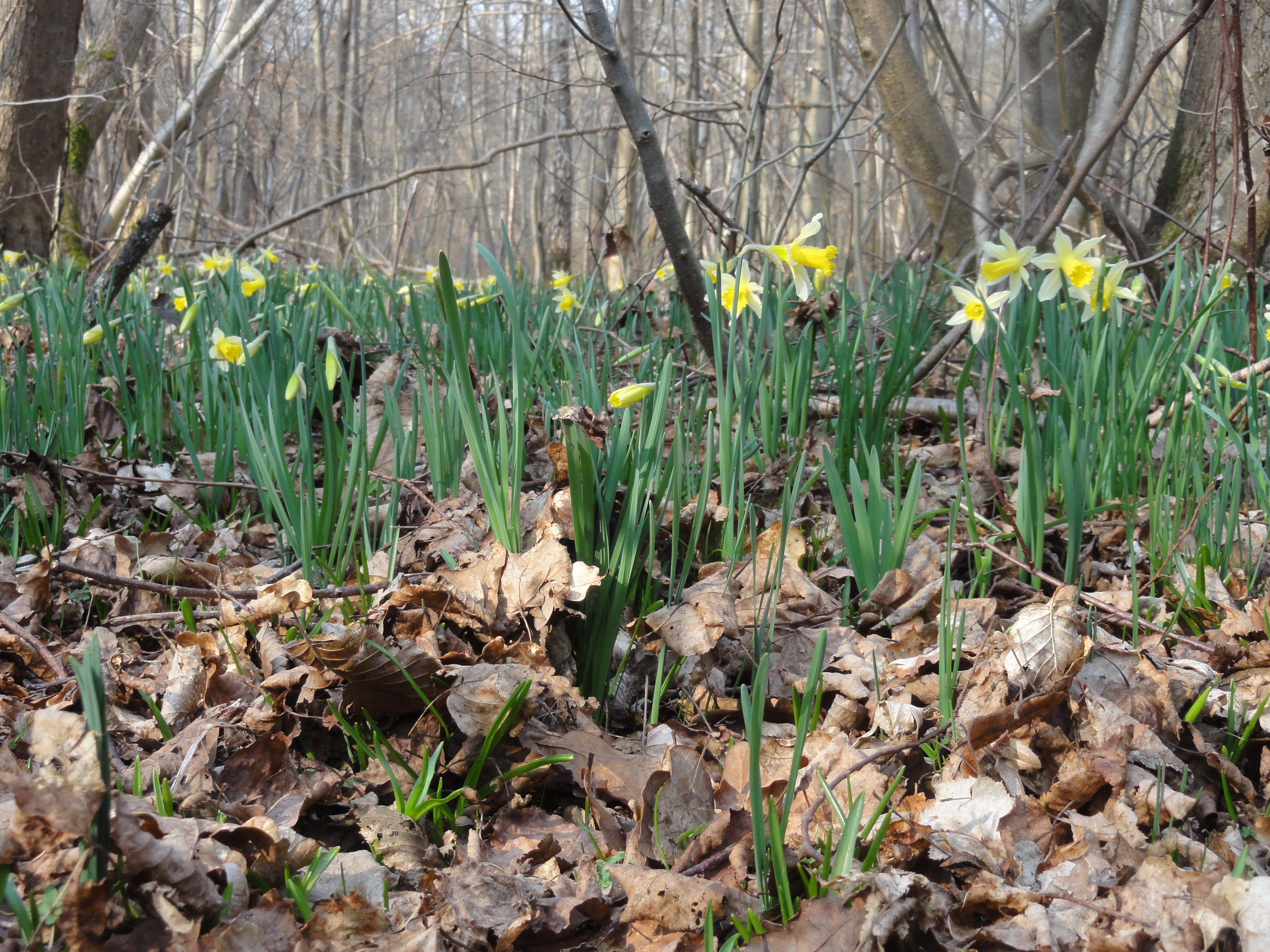
Jonquilles sauvages

### Hydrographie

#### Réseau hydrographique
La commune est située dans le bassin Seine-Normandie. Elle est drainée par la Nonette,, qui constitue une partie de la limite nord de la commune. D'une longueur de 40 km, elle prend sa source dans la commune de Nanteuil-le-Haudouin et se jette  dans l'Oise à Saint-Leu-d'Esserent, après avoir traversé 14 communes.
De même coule l'aqueduc de Bacchus à proximité de Saint-Léonard. Ce dernier approvisionnait les jeux d'eau du parc de Chantilly, alors que les petits canaux sont pour liés à l'ancienne activité de cressiculture et servent au drainage des prés humides.
Existent également des sources alimentant des minces ruisseaux qui rejoignent rapidement la Nonette. Dans la vallée de la Nonette, se situe aussi le point le plus bas de la commune, à 40 m au-dessus du niveau de la mer.

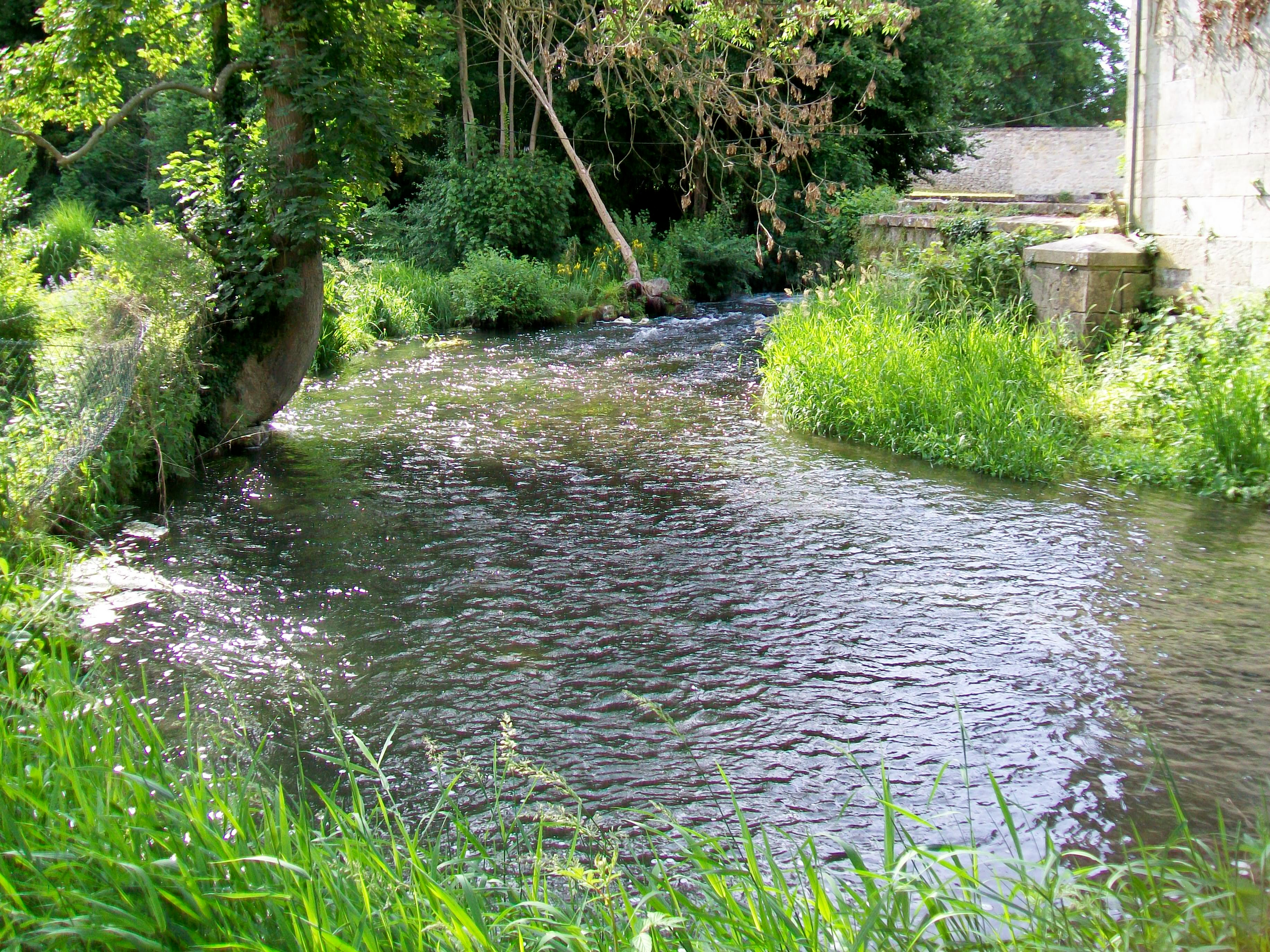
La Nonette à Avilly.
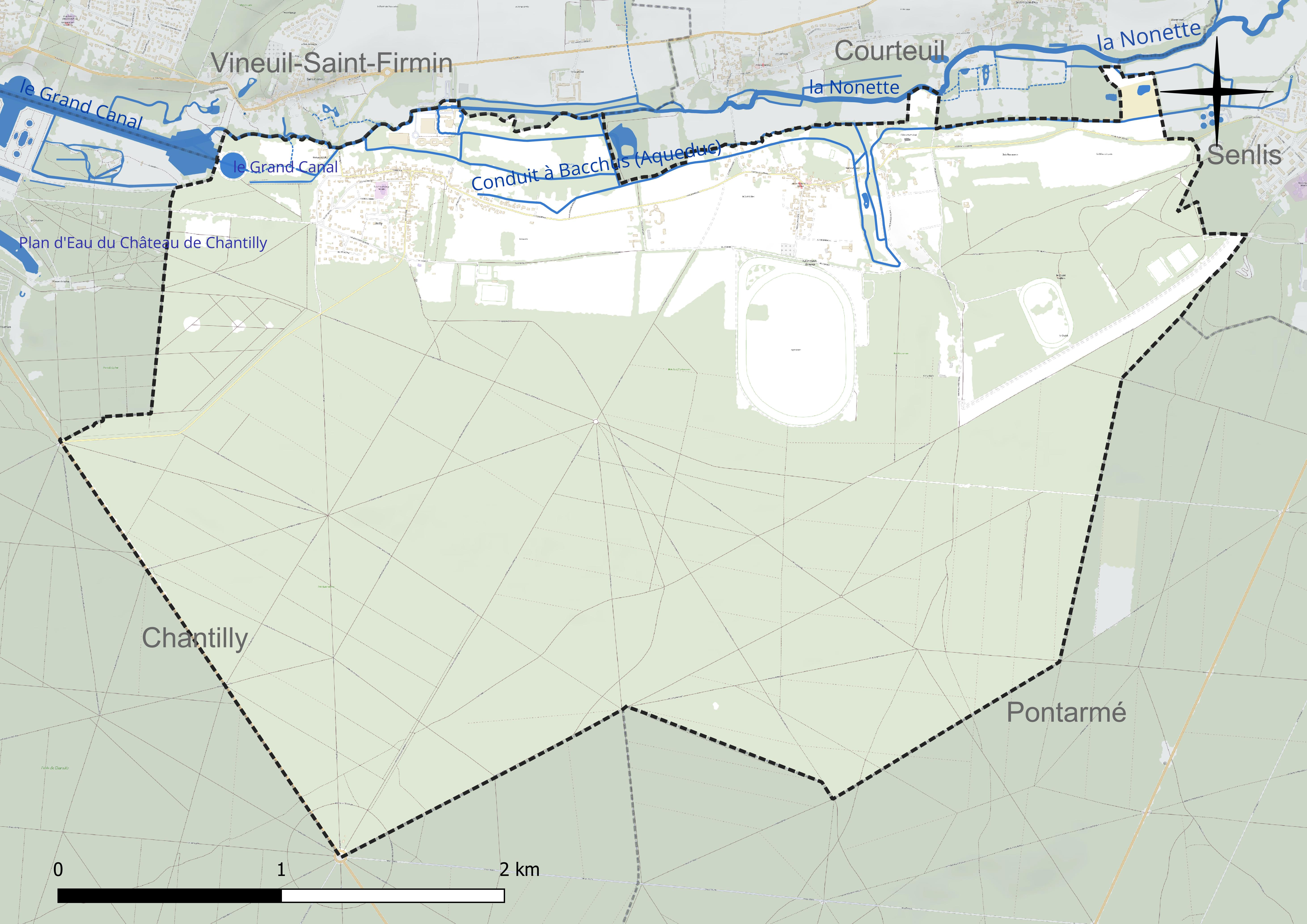
Réseau hydrographique d'Avilly-Saint-Léonard.

Un plan d'eau complète le réseau hydrographique : le Grand Canal, d'une superficie totale de 1,1 ha (1,1 ha sur la commune),.

#### Gestion et qualité des eaux
Le territoire communal est couvert par le schéma d'aménagement et de gestion des eaux (SAGE) « Sensée ». Ce document de planification concerne un territoire de 413 km2 de superficie, délimité par le bassin versant de la Nonette et de ses deux principaux affluents, la Launette et l'Aunette. Le périmètre a été arrêté le 3 avril 1998 et le SAGE proprement dit a été approuvé le 28 juin 2006, puis révisé le 15 décembre 2015. La structure porteuse de l'élaboration et de la mise en œuvre est le syndicat Interdépartemental du SAGE de la Nonette.
La qualité des cours d'eau peut être consultée sur un site dédié géré par les agences de l'eau et l'Agence française pour la biodiversité.

### Climat
Pour des articles plus généraux, voir Climat des Hauts-de-France et Climat de l'Oise.
En 2010, le climat de la commune est de type climat océanique dégradé des plaines du Centre et du Nord, selon une étude du CNRS s'appuyant sur une série de données couvrant la période 1971-2000. En 2020, Météo-France publie une typologie des climats de la France métropolitaine dans laquelle la commune est dans une zone de transition entre le climat océanique et le climat océanique altéré et est dans une zone de transition entre les régions climatiques « Sud-ouest du bassin Parisien » et « Nord-est du bassin Parisien ».
Pour la période 1971-2000, la température annuelle moyenne est de 11 °C, avec une amplitude thermique annuelle de 14,9 °C. Le cumul annuel moyen de précipitations est de 664 mm, avec 10,7 jours de précipitations en janvier et 7,8 jours en juillet. Pour la période 1991-2020, la température moyenne annuelle observée sur la station météorologique la plus proche, située sur la commune de Creil à 8 km à vol d'oiseau, est de 11,2 °C et le cumul annuel moyen de précipitations est de 662,2 mm,. Pour l'avenir, les paramètres climatiques de la commune estimés pour 2050 selon différents scénarios d'émission de gaz à effet de serre sont consultables sur un site dédié publié par Météo-France en novembre 2022.

## Urbanisme
La commune se compose de deux villages bien distincts, distants de 2 km d'un centre à l'autre, et près d'un kilomètre sépare les dernières maisons d'Avilly, à l'ouest, des premières maisons de Saint-Léonard, à l'est. En même temps, Avilly est nettement plus proche de Saint-Firmin (commune de Vineuil-Saint-Firmin) au nord, et Saint-Léonard est plus proche de Courteuil, également au nord, avec une distance de seulement 300 m à 400 m entre les villages respectifs

### Typologie
Au 1er janvier 2024, Avilly-Saint-Léonard est catégorisée ceinture urbaine, selon la nouvelle grille communale de densité à sept niveaux définie par l'Insee en 2022.
Elle appartient à l'unité urbaine de Chantilly, une agglomération intra-départementale regroupant sept  communes, dont elle est une commune de la banlieue,,. Par ailleurs la commune fait partie de l'aire d'attraction de Paris, dont elle est une commune de la couronne,.

### Occupation des sols
L'occupation des sols de la commune, telle qu'elle ressort de la base de données européenne d'occupation biophysique des sols Corine Land Cover (CLC), est marquée par l'importance des forêts et milieux semi-naturels (74,5 % en 2018), une proportion identique à celle de 1990 (74,5 %). La répartition détaillée en 2018 est la suivante : 
forêts (74,5 %), espaces verts artificialisés, non agricoles (7,1 %), terres arables (6,8 %), prairies (6,5 %), zones urbanisées (4,8 %), zones agricoles hétérogènes (0,3 %). L'évolution de l'occupation des sols de la commune et de ses infrastructures peut être observée sur les différentes représentations cartographiques du territoire : la carte de Cassini (XVIIIe siècle), la carte d'état-major (1820-1866) et les cartes ou photos aériennes de l'IGN pour la période actuelle (1950 à aujourd'hui).

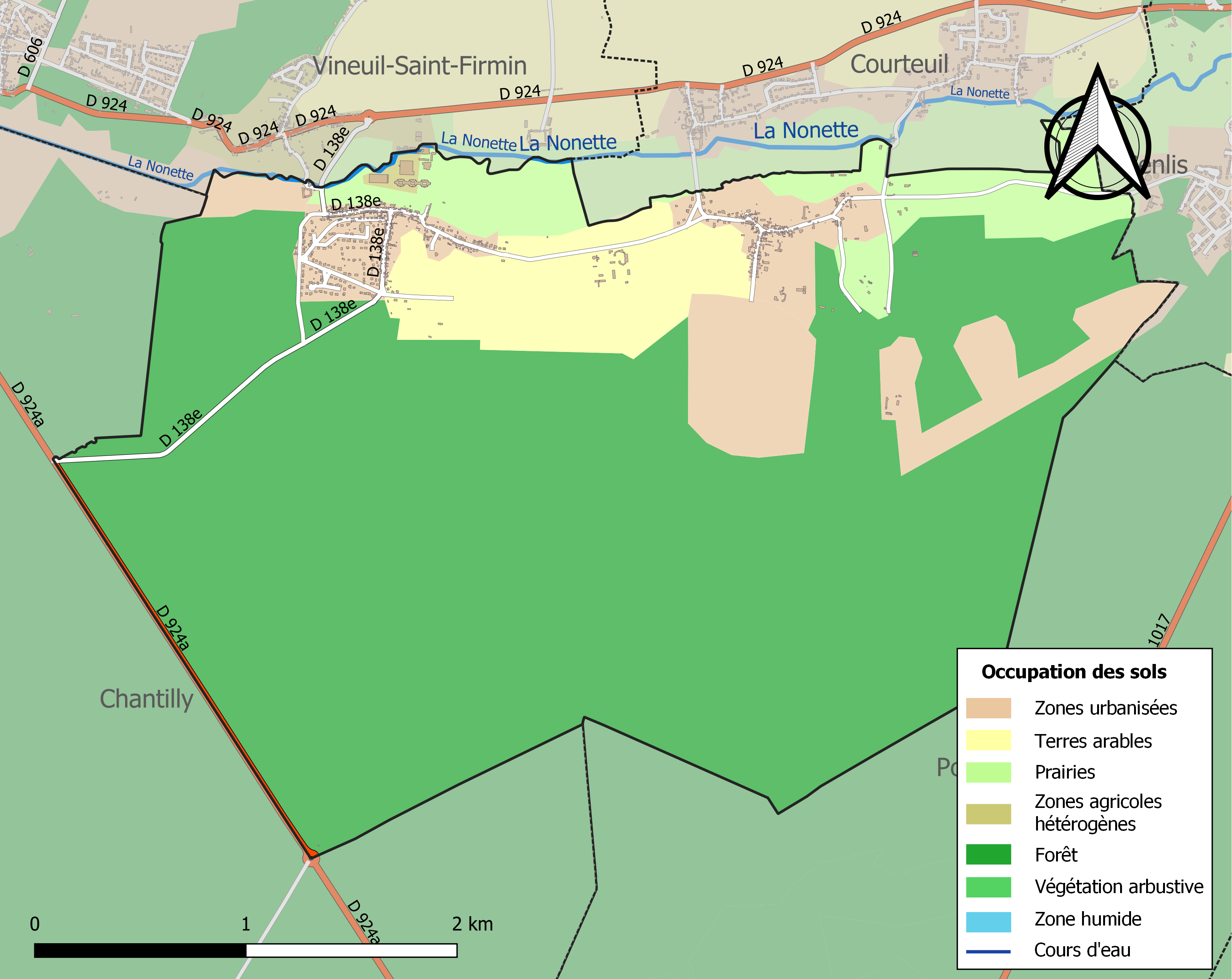
Carte des infrastructures et de l'occupation des sols de la commune en 2018 (CLC).

### Habitat et logement
En 2018, le nombre total de logements dans la commune était de 429, alors qu'il était de 421 en 2013 et de 411 en 2008.
Parmi ces logements, 87,4 % étaient des résidences principales, 4,7 % des résidences secondaires et 7,9 % des logements vacants. Ces logements étaient pour 95,6 % d'entre eux des maisons individuelles et pour 4,2 % des appartements.
Le tableau ci-dessous présente la typologie des logements à Avilly-Saint-Léonard en 2018 en comparaison avec celle de l'Oise et de la France entière. Une caractéristique marquante du parc de logements est ainsi une proportion de résidences secondaires et logements occasionnels (4,7 %) supérieure à celle du département (2,5 %) et à celle de la France entière (9,7 %). Concernant le statut d'occupation de ces logements, 86,7 % des habitants de la commune sont propriétaires de leur logement (82,3 % en 2013), contre 61,4 % pour l'Oise et 57,5 pour la France entière.
| Typologie                                               | Avilly-Saint-Léonard | Oise | France entière |
| ------------------------------------------------------- | -------------------- | ---- | -------------- |
| Résidences principales (en %)                           | 87,4                 | 90,4 | 82,1           |
| Résidences secondaires et logements occasionnels (en %) | 4,7                  | 2,5  | 9,7            |
| Logements vacants (en %)                                | 7,9                  | 7,1  | 8,2            |

### Voies de communication et transports
La commune est desservie, en 2023, par le transport à la demande gratuit Flexobus. Elle est également desservie par la ligne 645 du réseau interurbain de l'Oise.

## Toponymie
Le nom de la localité est attesté sous les formes Aviliacus in pago Silvanectensi (849) ; in loco qui dicitur Aviliacus (866) ; Avilli (1106) ; Avilliacus (1119) ; villa que dicitur Avilliacus cum bosco (1138) ; Radulphus major de Esviliaco (1143) ; de Esviliaco (vers 1142) ; de Avilliaco (1239) ; Valprofond, Valprofonde, Vanprofonde (1270) ; Saint-Lienard (1342) ; Aviliacum (1428) ; Avilly (1667) ; Saint-Lyénard, Saint-Lienard, Léonard (1794) ; Avilly-Saint-Léonard (1948).
Le village conserve son nom de Valprofond jusqu'au milieu du XVe siècle. Louis Graves affirme que le toponyme de Valprofond s'applique plus concrètement à la partie du village située au fond de la vallée de la Nonette, alors que Saint-Léonard correspondrait au quartier de l'église, mais l'abbé Vattier n'a pas trouvé de documents qui étaient cette hypothèse. Aujourd'hui, seul le château de Valprofond, à mi-chemin entre Saint-Léonard et Saint-Nicolas d'Acy (commune de Courteuil) rappelle encore l'ancien nom du village. Sous l'Ancien Régime, Saint-Léonard est le chef-lieu d'une paroisse qui englobe également le hameau d'Avilly,.
Saint-Léonard est un hagiotoponyme, ancien hameau, attesté sous les formes ecclesiam Sancti Leonardi de valle profunda (1182) ; Saint Lienart (1342) ; Saint Lienard (1400) ; Saint Leonard et vallee parfonde (1516) ; Saint Lyenard (1542) ; Sainct Lyenard (vers 1580) ; St Leonard (1667) ; St Lienart (1711) ; Leonard (1794) ; Saint-Léonard (1840)
Valprofond est un écart de la commune attesté sous les formes Erchenbaldi de valle profunda (1220) ; de valle profunda  (1234) ; erchembaud de valle profunda (1236) ; ecclesia Vallis profunda (1258) ; Vallis profunda  (1270) ; Vauprofonde (1270) ; apud vallem profundam (1270) ; in valle profundi (1297) ; villa de valle profunda (1299) ; Valprofonde (1300) ; Valparfonde (vers 1380) ; le Val profonde (1444) ; Valprofond (1480) ; Vaulx parfonde (1496) ; vallee parfonde (1516) ; Val profond (1695) ; Valparfond (1714) ; le Valprofonde (1790) ; Val-Profond (1948)
La commune instituée par la Révolution française prend le nom de la paroisse : Saint-Léonard. C'est en 1914 que lui est adjoint le nom de l'autre village de la commune, Avilly.

## Histoire
Le  05 avril 1917 un combat aérien se déroule au-dessus du village,l'aviateur Français André MATHIEU est mortellement touché, son avion s'écrase  à 200m au Nord de Saint-Léonard.

## Politique et administration

### Rattachements administratifs et électoraux

#### Rattachements administratifs
La commune se trouve dans l'arrondissement de Senlis du département de l'Oise.
Elle faisait partie depuis 1802 du canton de Senlis. Dans le cadre du redécoupage cantonal de 2014 en France, cette circonscription administrative territoriale a disparu, et le canton n'est plus qu'une circonscription électorale.

#### Rattachements électoraux
Pour les élections départementales, la commune fait partie depuis 2014 d'un nouveau  canton de Senlis
Pour l'élection des députés, elle fait partie de la quatrième circonscription de l'Oise.

### Intercommunalité
Avilly-Saint-Léonard est membre fondateur de la communauté de communes de l'Aire Cantilienne, un établissement public de coopération intercommunale (EPCI) à fiscalité propre créé en 1994 et auquel la commune a transféré un certain nombre de ses compétences, dans les conditions déterminées par le code général des collectivités territoriales.

### Liste des maires
| Période                                  | Période                       | Identité                  | Étiquette            | Qualité |
| ---------------------------------------- | ----------------------------- | ------------------------- | -------------------- | --- |
| Les données manquantes sont à compléter. |                               |                           |                      | |
|                                          | 1918                          | Jean-Baptiste Turquet     |                      | Propriétaire de la blanchisserie de Toiles d'Avilly Conseiller d'arrondissement du canton de Senlis Décédé en fonction |
| Les données manquantes sont à compléter. |                               |                           |                      | |
| mars 2001                                | mars 2008                     | Anne Lefebvre de Chevigny | DVD[réf. nécessaire] | |
| mars 2008                                | mai 2020                      | Amédée Bussière           |                      | Réélu pour le mandat 2014-2020                                                                                         |
| mai 2020                                 | En cours (au 2 décembre 2020) | Anne Lefebvre             |                      | |

## Population et société

### Démographie

#### Évolution démographique
L'évolution du nombre d'habitants est connue à travers les recensements de la population effectués dans la commune depuis 1793. Pour les communes de moins de 10 000 habitants, une enquête de recensement portant sur toute la population est réalisée tous les cinq ans, les populations de référence des années intermédiaires étant quant à elles estimées par interpolation ou extrapolation. Pour la commune, le premier recensement exhaustif entrant dans le cadre du nouveau dispositif a été réalisé en 2008.

En 2022, la commune comptait 866 habitants, en évolution de −2,26 % par rapport à 2016 (Oise : +0,87 %, France hors Mayotte : +2,11 %).
| 1793 | 1800 | 1806 | 1821 | 1831 | 1836 | 1841 | 1846 | 1851 |
| ---- | ---- | ---- | ---- | ---- | ---- | ---- | ---- | ---- |
| 456  | 470  | 493  | 527  | 539  | 569  | 566  | 522  | 531  |

| 1856 | 1861 | 1866 | 1872 | 1876 | 1881 | 1886 | 1891 | 1896 |
| ---- | ---- | ---- | ---- | ---- | ---- | ---- | ---- | ---- |
| 488  | 502  | 548  | 543  | 535  | 551  | 539  | 519  | 547  |

| 1901 | 1906 | 1911 | 1921 | 1926 | 1931 | 1936 | 1946 | 1954 |
| ---- | ---- | ---- | ---- | ---- | ---- | ---- | ---- | ---- |
| 565  | 638  | 685  | 675  | 694  | 695  | 702  | 736  | 768  |

| 1962 | 1968 | 1975 | 1982 | 1990  | 1999 | 2006 | 2008 | 2013 |
| ---- | ---- | ---- | ---- | ----- | ---- | ---- | ---- | ---- |
| 786  | 769  | 718  | 875  | 1 028 | 962  | 983  | 989  | 895  |

| 2018 | 2022 | - | - | - | - | - | - | - |
| ---- | ---- | - | - | - | - | - | - | - |
| 889  | 866  | - | - | - | - | - | - | - |

#### Pyramide des âges
En 2018, le taux de personnes d'un âge inférieur à 30 ans s'élève à 27,8 %, soit en dessous de la moyenne départementale (37,3 %). À l'inverse, le taux de personnes d'âge supérieur à 60 ans est de 29,1 % la même année, alors qu'il est de 22,8 % au niveau départemental.
En 2018, la commune comptait 433 hommes pour 456 femmes, soit un taux de 51,29 % de femmes, légèrement supérieur au taux départemental (51,11 %).
Les pyramides des âges de la commune et du département s'établissent comme suit.
| Hommes | Classe d’âge | Femmes |
| ------ | ------------ | ------ |
| 0,9    | 90 ou +      | 0,9    |
| 6,2    | 75-89 ans    | 9,6    |
| 20,6   | 60-74 ans    | 20,0   |
| 24,9   | 45-59 ans    | 28,5   |
| 15,7   | 30-44 ans    | 16,9   |
| 12,9   | 15-29 ans    | 9,9    |
| 18,7   | 0-14 ans     | 14,3   |

| Hommes | Classe d’âge | Femmes |
| ------ | ------------ | ------ |
| 0,5    | 90 ou +      | 1,4    |
| 5,5    | 75-89 ans    | 7,6    |
| 15,6   | 60-74 ans    | 16,3   |
| 20,8   | 45-59 ans    | 20     |
| 19,4   | 30-44 ans    | 19,4   |
| 17,6   | 15-29 ans    | 16,2   |
| 20,6   | 0-14 ans     | 19,1   |

### Sports
Le club sportif Avilly-Saint-Léonard (CSASL), fondé en 1920 compte, un siècle après, 130 licenciés répartis dans six équipes.Son équipe première évolue en 2021 en Départemental 1, l'antichambre du niveau régional

## Économie
Saint-Léonard est un des trois sites du centre d'entraînement hippique de Chantilly géré par France Galop. Le terrain d'entraînement, installé en 1971 couvre 15 ha. Cinq entraîneurs utilisent ces infrastructures.

## Culture locale et patrimoine

### Lieux et monuments
Avilly-Saint-Léonard partage deux  monuments historiquesavec sa commune voisine, Chantilly. Le parc du château de Chantilly, classé en 1988, se situe pour partie sur le territoire communal. Il n'est toutefois pas accessible depuis Avilly, la seule entrée étant celle à côté du château. D'autre part, un quart du carrefour de la table de Montgrésin se trouve sur le territoire communal d'Avilly-Saint-Léonard. Il s'agit d'un rond-point au milieu de la forêt, présentant au centre une table de vénerie, inscrite Monument historique en 1970.
- Le château du Val-Profond, rue du Dr-ucas-Championnière, entre Saint-Léonard et Saint-Nicolas-d'Acy (hameau de la commune de Courteuil : c'est la plus grande des propriétés bourgeoises sur la commune, avec un manoir en brique et pierre édifié au XIXe siècle. L'ancien château était à l'origine du nom médiéval du hameau de Saint-Léonard de lors, Saint-Léonard-du-Val-Profonde[45]. Non visible depuis le domaine public.
- Lavoir de Saint-Léonard, rue du Dr-Lucas-Championnière : établi sur d'un petit canal relié à l'aqueduc « Bacchus » , à l'est du village, les habitants lavaient leur linge en cet endroit depuis des temps immémoriaux. Le premier lavoir y a été construit en 1842, sur un terrain du duc d'Aumale. En 1896, le lavoir a été agrandi pour dix-huit places. C'est un bâtiment en pierre ouvert sur le sud, avec un toit en appentis couvert de tuiles plates. Le village d'Avilly avait aussi son lavoir, construit en briques, mais il a été démoli en 1988. L'aqueduc est un conduit qui devient souterrain près du lavoir, et qui mène vers Avilly et le parc du château de Chantilly. Construit en 1622, il alimentait une partie des jeux d'eau du parc[46],[45].
- Église Saint-Léonard, place de la Mairie, au village de Saint-Léonard : elle possède un petit chœur du début du XIIIe siècle à l'architecture gothique très soignée. 
Elle dispose d'un mobilier est riche et varié, et comporte six éléments classés[47], dont un bel ensemble de stalles de la seconde moitié du XVIe siècle, qui représente le dernier souvenir matériel du prieuré clunisien de Saint-Nicolas-d'Acy, sur la commune voisine de Courteuil. 
La nef pourrait comporter des éléments anciens, mais a été fortement remaniée à l'époque moderne. Son voûtement n'a jamais été mené à terme, et elle reste recouverte d'une fausse voûte en berceau. Les chapelles latérales formant transept datent du XVIe siècle, et à l'instar du bas-côté nord du XVIIe siècle, ils affichent un style gothique flamboyant tardif influencé par la Renaissance. Tout l'intérieur est décoré d'une polychromie architecturale refaite pendant l'après-guerre. La chapelle latérale sud sert de base à un clocher sans caractère du XVIIIe ou du XVIIIe siècle[48],[49]

- Monument aux morts du village de Saint-Léonard, rue de la Croix-Verte : situé sur une petite place entourée de thuyas, à côté du cimetière, ce monument érigé en l'honneur des soldats morts pour la France lors de la Première Guerre mondiale prend la forme d'un obélisque comme dans de nombreuses petites communes.
- Calvaire de Saint-Léonard, à l'entrée ouest du village en provenance d'Avilly et de Courteuil : située sur une grande place engazonnée et arborée, où des bancs invitent au repos, cette grande croix sculptée date de 1874[45]. Le village d'Avilly possède également un calvaire, d'une facture très simple, situé sur un petit rond-point au sud-est du village.
- Glacières d'Avilly, à l'intersection rue Grande / rue de la Garenne (voie communale no 1), à l'est du village ancien : sur un petit terrain couvert de pelouse, à côté de la rue, se trouvent deux glacières, dont la plus ancienne daterait du début du XVIIe siècle et pouvait contenir 50 t de glace environ. La glacière à gauche est presque entièrement souterraine, seul étant visible la porte et le petit édicule abritant l'amorce de l'escalier d'accès. La glacière au fond est semi-enterrée et présente une façade en pierres avec une porte au milieu, orientée vers le nord comme d'accoutumé[45],[50].

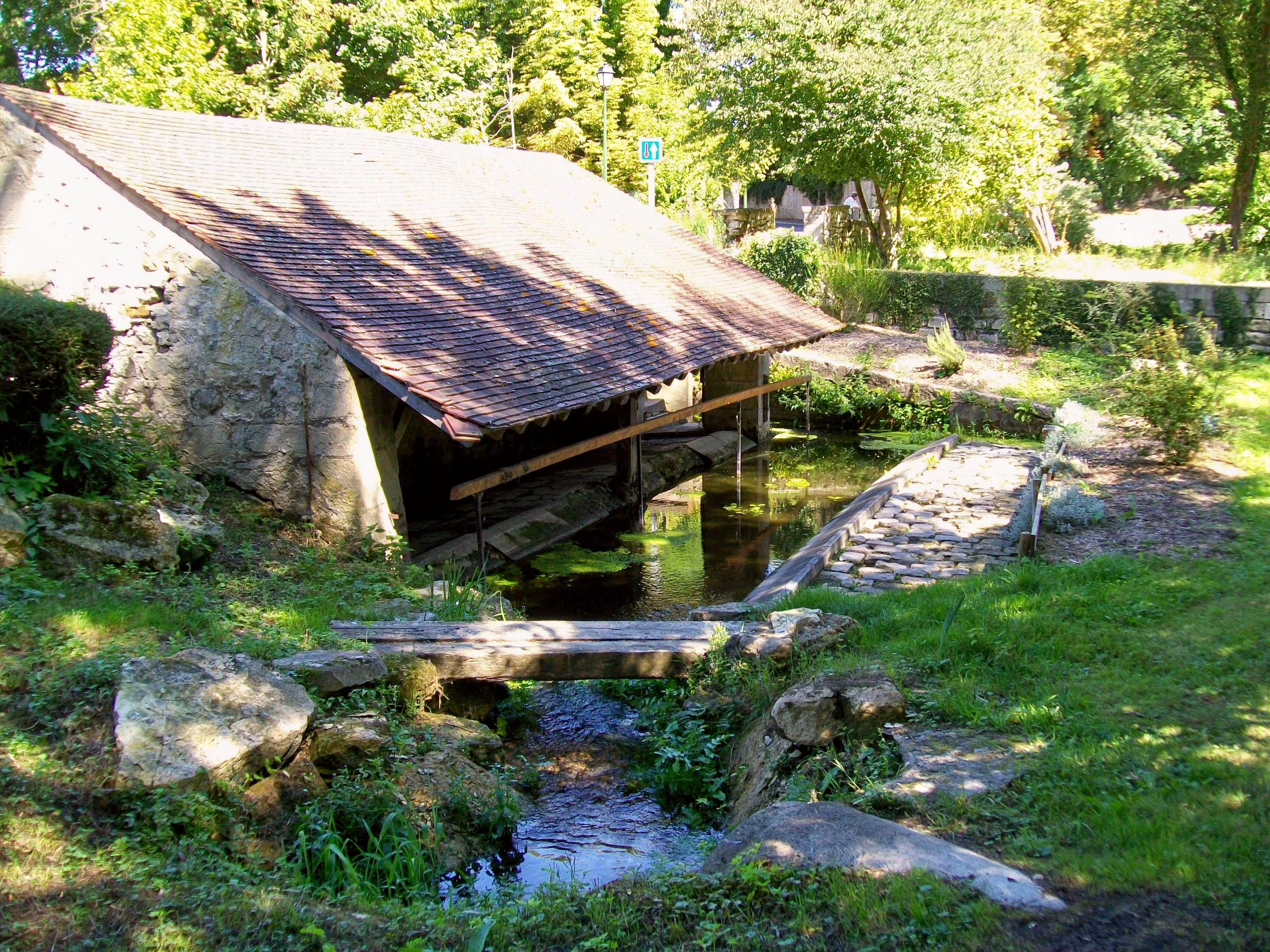
Le lavoir du village de Saint-Léonard, à l'entrée est du village.
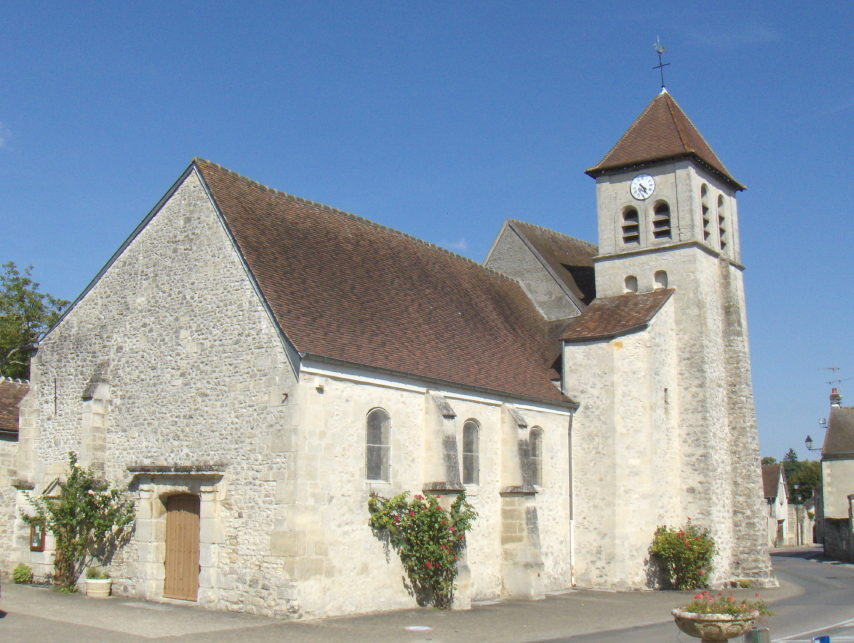
L'église Saint-Léonard au village du même nom ; vue depuis le sud-ouest.
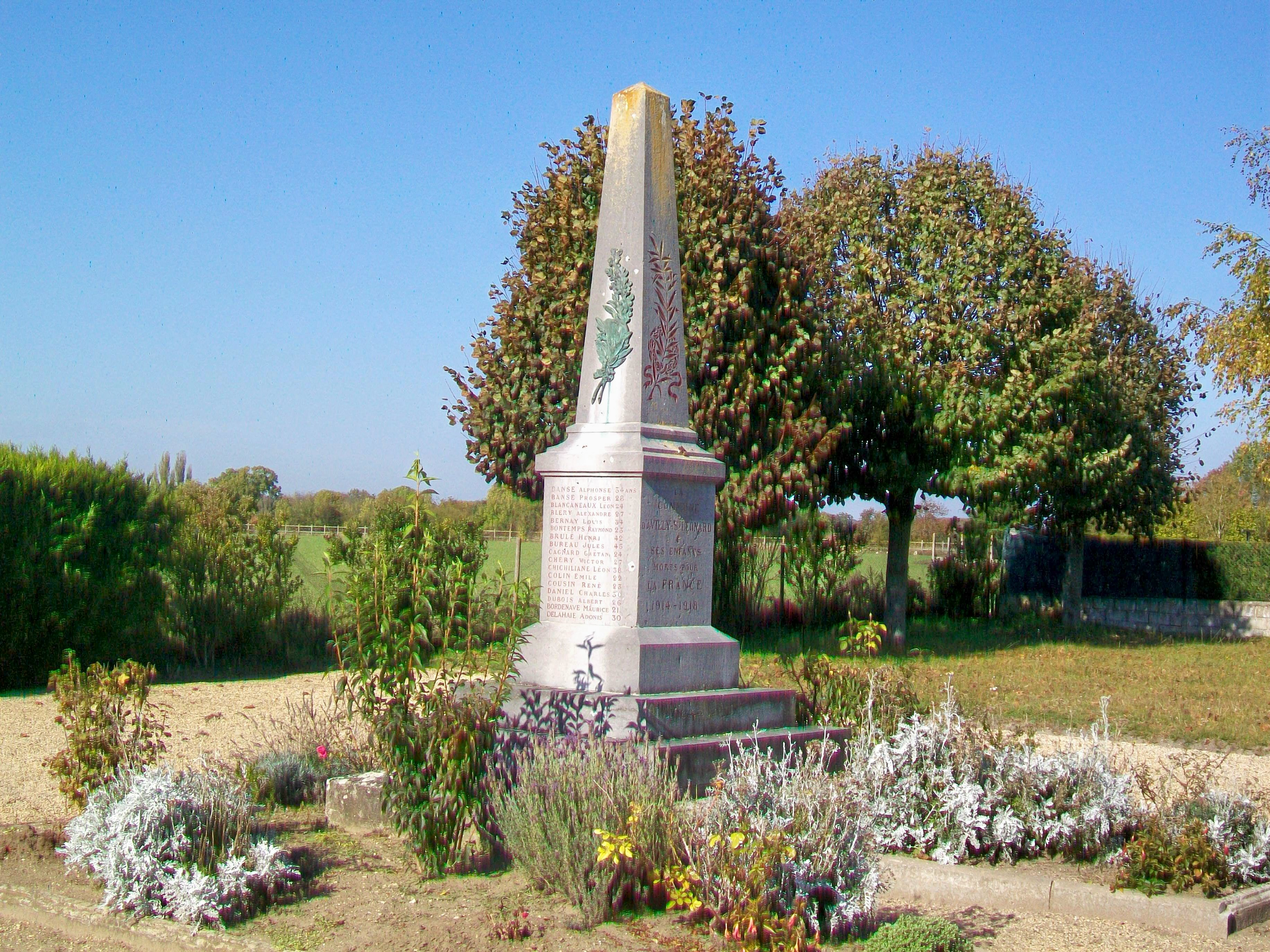
Le monument aux morts du village de Saint-Léonard.
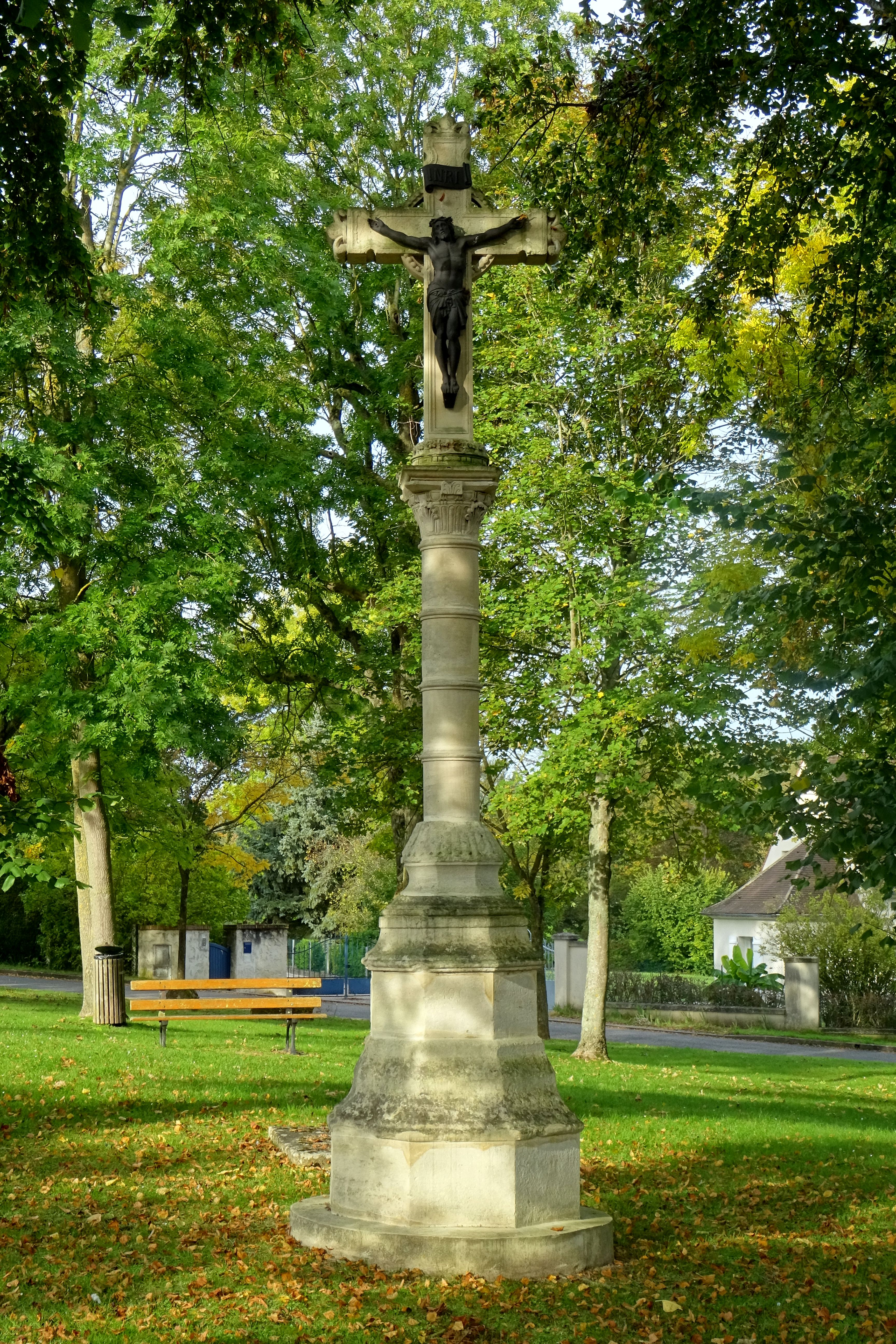
Le calvaire de Saint-Léonard, à l'entrée ouest du village.
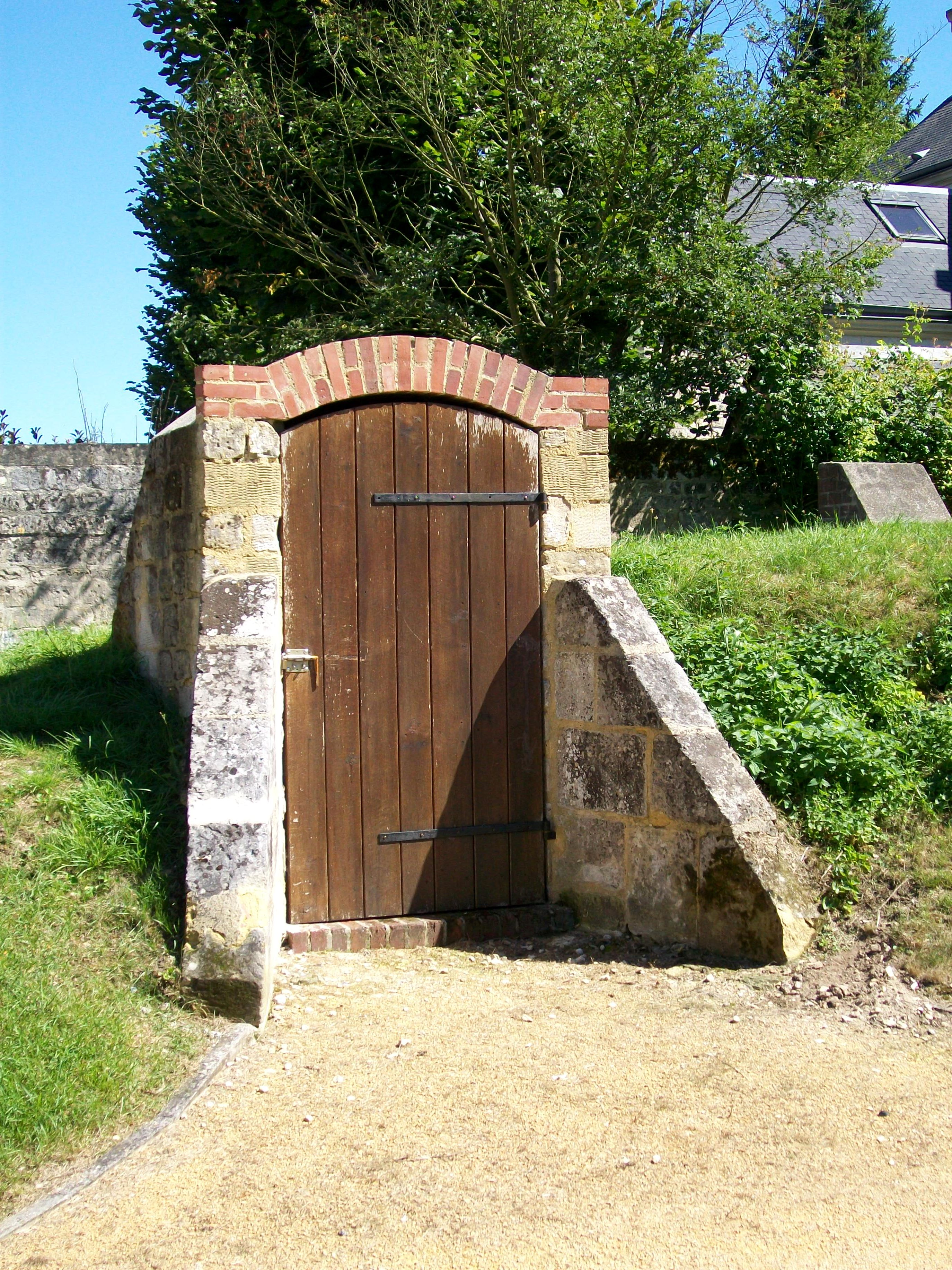
L'entrée de la glacière de gauche, à l'est du village d'Avilly.

- Chapelle Notre-Dame-de-Bon-Secours, rue Grande, au village d'Avilly : cette chapelle aujourd'hui englobée dans une propriété privée a été fondée en 1557 par les Oratoriens de Paris. Ruinée après la Révolution, la chapelle a été reconstruite sur la crypte à plafond voûté, et consacrée de nouveau le 8 septembre 1855[51].
- Monument aux morts d'Avilly, rue Grande : bien que les deux villages d'Avilly et de Saint-Léonard aient toujours formés une commune unique depuis la Révolution, Avilly a obtenu son propre monument aux morts. Il prend la forme d'une grande plaque apposée sur le mur de l'ancienne école communale, qui accueille désormais aujourd'hui la bibliothèque municipale.
- Moulin d'Avilly, sur la Nonette, rue de la Nonette, à l'entrée nord d'Avilly depuis Saint-Firmin : un moulin à eau est attesté en ce lieu depuis 1376, et l'on sait qu'il a été rebâti en 1528. Le Grand Condé le rachète en 1668, alors qu'il sert encore à moudre les grains. Puis, le moulin connaît de différentes affectations, la dernière étant celle d'une clouterie après son acquisition par le baron de Vinzelles en 1834. 
Le baron installe dix métiers mécaniques et deux meules à empointer, créant des emplois pour huit hommes et deux femmes. Ainsi sont produits 200 t de clous par an. Des turbines hydrauliques sont  installées ultérieurement, et la petite usine fonctionne jusqu'au début du XXe siècle. La date de cessation d'activité exacte est inconnue, mais une turbine a fourni de l'électricité jusqu'en 1942[52]. Le bâtiment actuel, en cours de restauration, n'a rien de particulier, mais les aménagements hydrauliques avec l'ancien bief passant par-dessous la maison, un barrage et une cascade sont d'un intérêt historique certain.
- Maison forestière de la porte Vaillant : Cette maison garde la « porte Vaillant » à l'extrémité orientale de l'« allée d'Avilly » du « Petit Parc » du château de Chantilly. Elle fait partie du domaine de Chantilly et a été construit pour le duc d'Aumale, dans la première moitié du XIXe siècle.
- L'ancienne usine SOPAL a été réaménagée en hôtel de luxe en 2018. L'hôtel Hyatt Regency Chantilly est constitué de huit bâtiments en pierre du XVIIIe siècle[53].

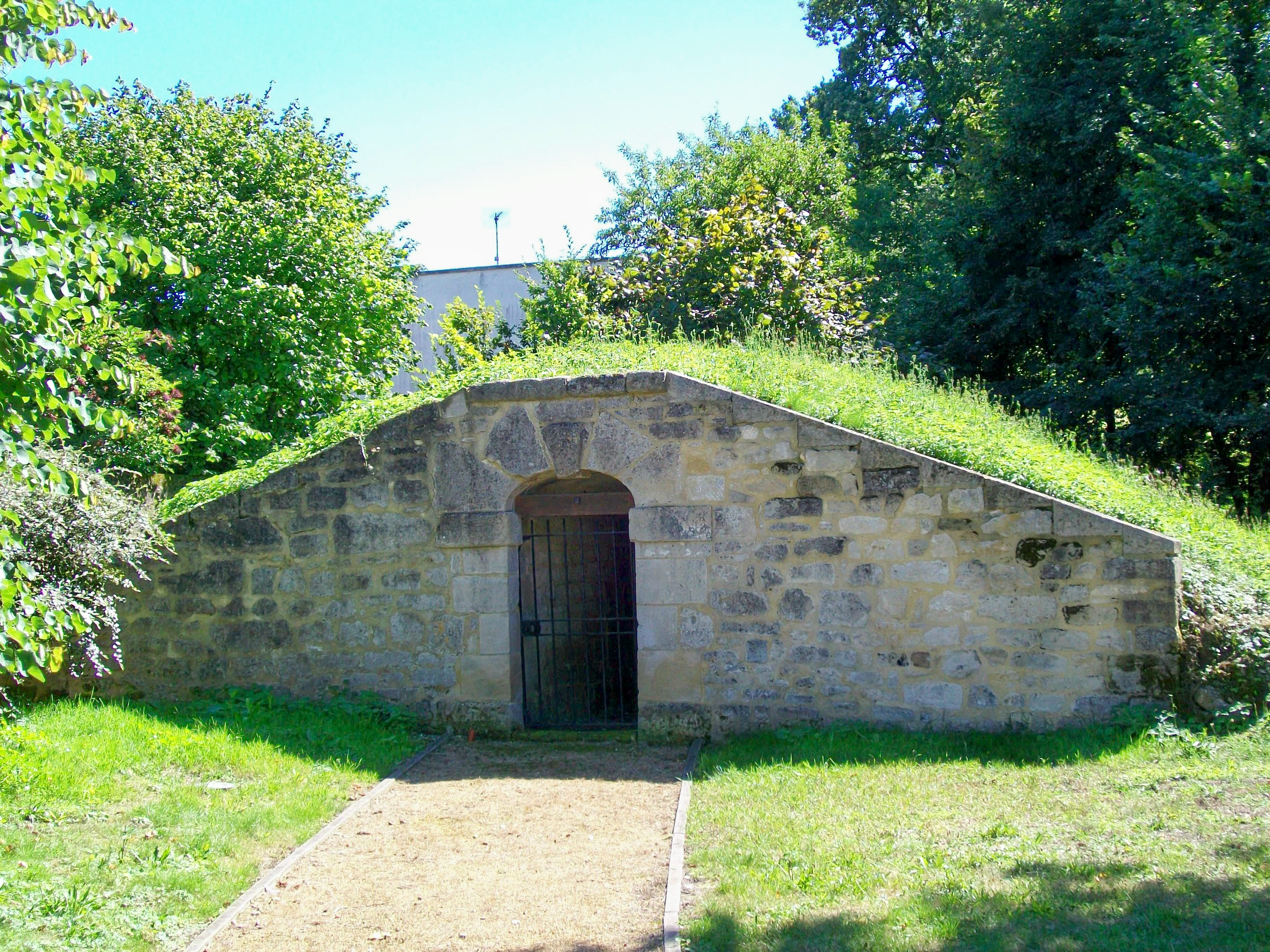
L'autre glacière d'Avilly, à côté de la première, semi-enterrée.
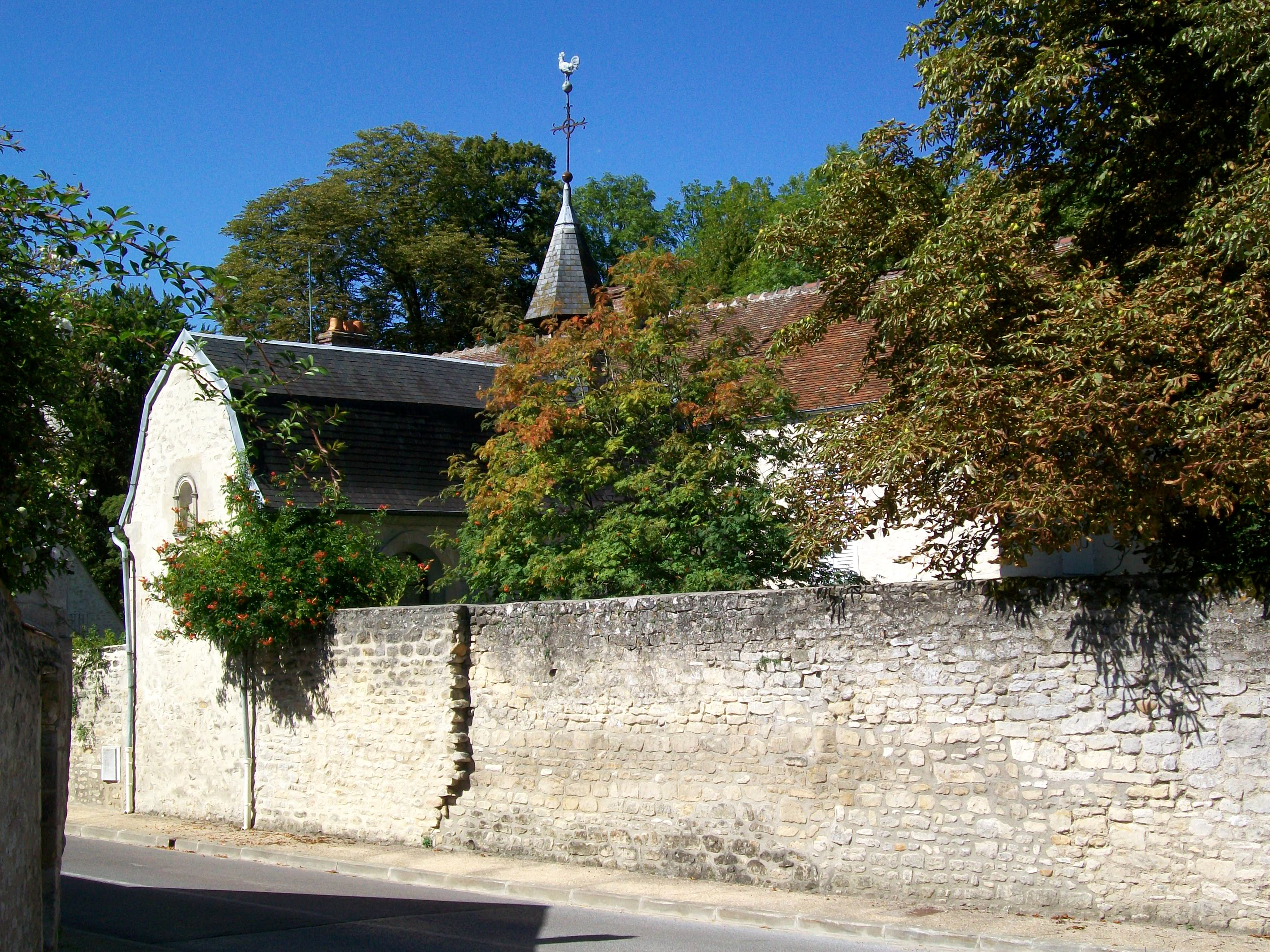
La chapelle Notre-Dame-du-Bon-Secours, au village d'Avilly.
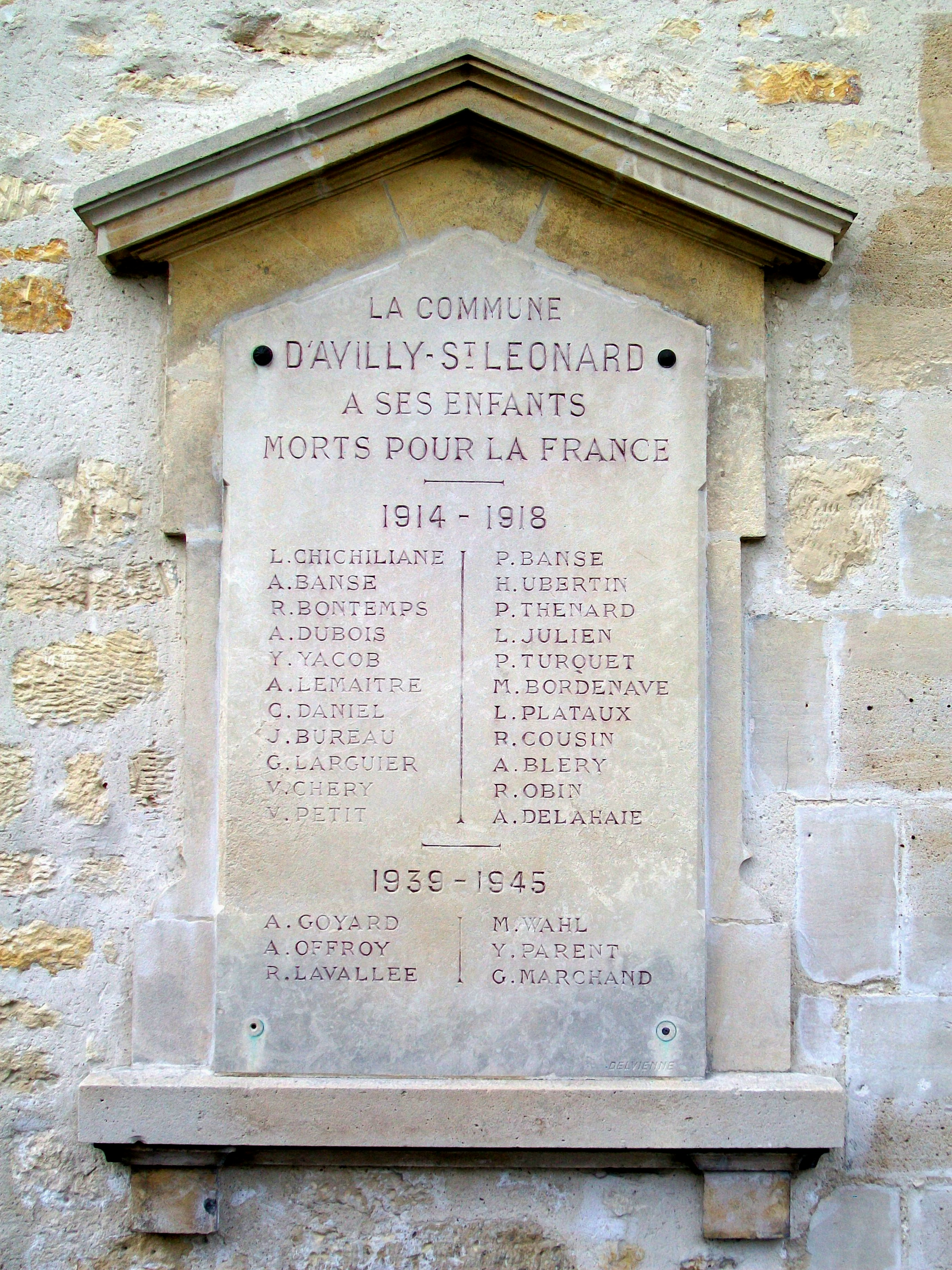
Le monument aux morts du village d'Avilly, sur l'ancienne école aujourd'hui la bibliothèque municipale.
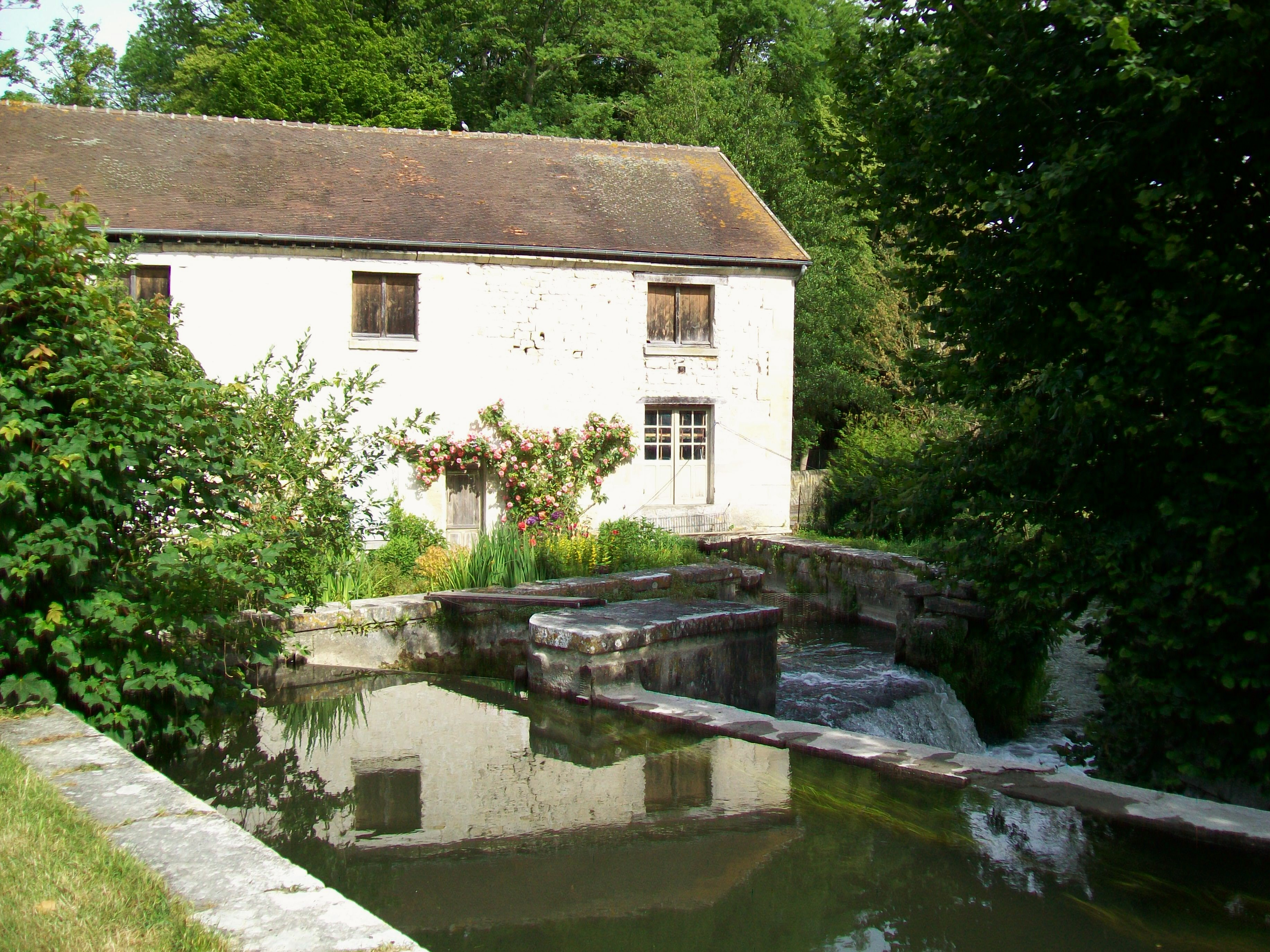
L'ancienne clouterie et moulin à eau d'Avilly, sur la Nonette.
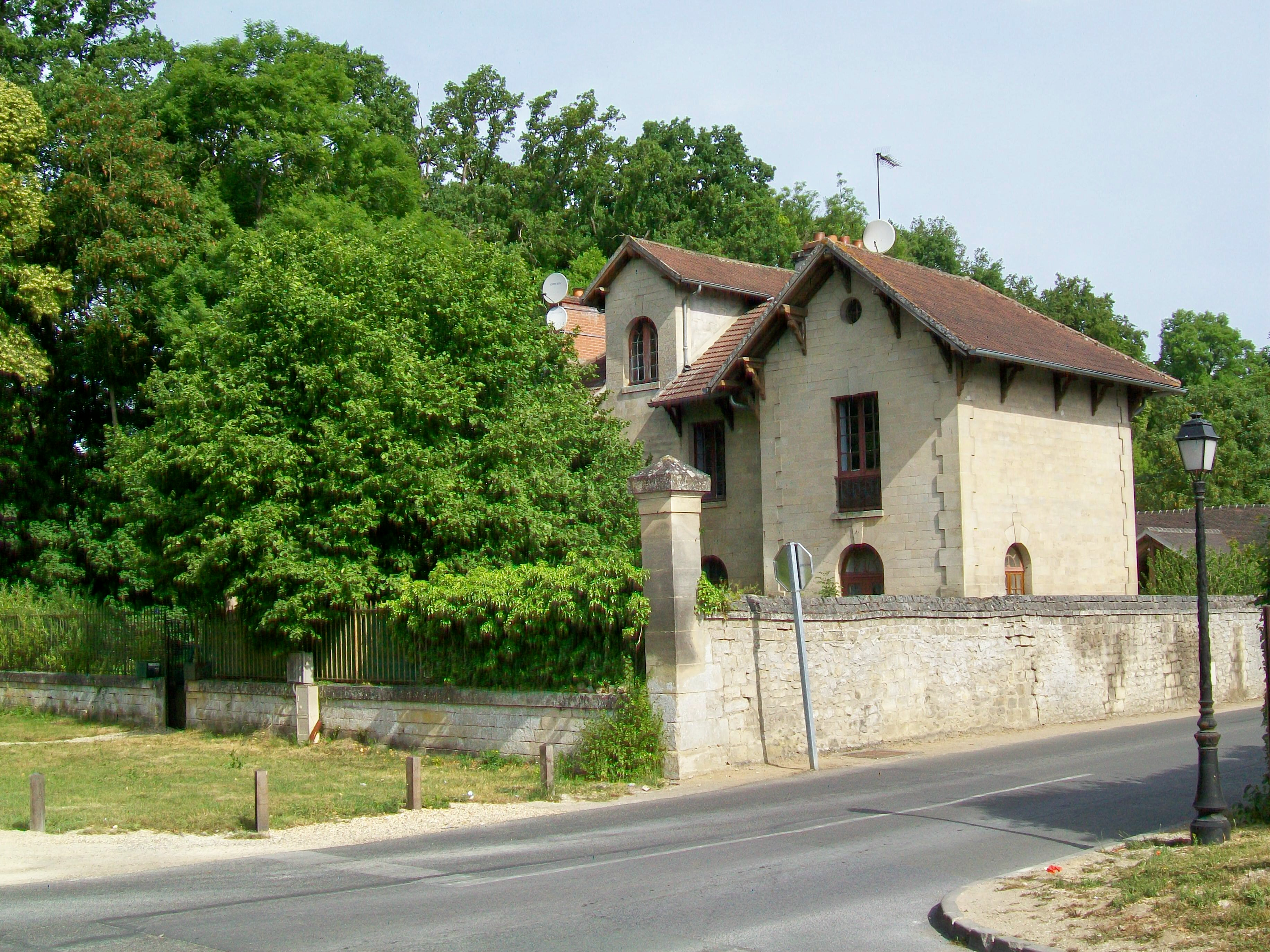
La maison forestière de la porte Vaillant, du parc de Chantilly, à Avilly.

### Personnalités liées à la commune
- Charles-François Houbigant (1686-1783), prêtre catholique de la congrégation de l'Oratoire, bibliste et orientaliste, fondateur en 1772 d'une école de filles à Avilly, d'où son père était natif et où il possédait une maison.
- Just Lucas-Championnière (1843-1913), médecin et académicien, né à Saint-Léonard.
- Julien Brulé (1875-1928), champion olympique au tir à l'arc en 1920, né à Saint-Léonard.
- Claire Morel, footballeuse internationale française née en 1984, qui a été formée au CS Avilly-Saint-Léonard entre 1993 et 1996[41]